# Dagmar Ebbesen
Pour les articles homonymes, voir Ebbesen.
Dagmar Ebbesen est une actrice suédoise, née le 1er octobre 1891 à Stockholm et morte le 6 novembre 1954 à Solna.

## Filmographie partielle
- 1913 : Le Mannequin de Mauritz Stiller
- 1922 : Anderssonskans Kalle (en) de Sigurd Wallén
- 1923 : Hemslavinnor (en) de Ragnar Widestedt (en)
- 1923 : Anderssonskans Kalle på nya upptåg (en) de Sigurd Wallén
- 1931 : Röda dagen (en) de Gustaf Edgren
- 1932 : Kärlek och kassabrist de Gustaf Molander
- 1937 : Skicka hem Nr. 7 de Schamyl Bauman et Gideon Wahlberg
- 1941 : Ung dam med tur (en) de Ragnar Arvedson (en)
- 1942 : Fallet Ingegerd Bremssen (en) d'Anders Henrikson
- 1945 : Änkeman Jarl (en) Sigurd Wallén
- 1950 : Fästmö uthyres de Gustaf Molander
- 1952 : Hård klang (en) d'Arne Mattsson
- 1953 : Un été avec Monika d'Ingmar Bergman
- 1953 : I dimma dold de Lars-Eric Kjellgren